# Malschbach
Malschbach ist ein Wohngebiet in Baden-Baden in Baden-Württemberg etwa 8 Kilometer südlich der Stadtmitte in einer Höhe von etwa 250 bis 300 m ü. NN auf dem Nordabhang eines Bergausläufers zwischen den Tälern des Malschbächel im Süden, der unmittelbar der Grobbach zufließt.